# Negacionismo del ataque liderado por Hamás contra Israel en 2023
El negacionismo del ataque liderado por Hamás contra Israel en 2023 es la afirmación de que los ataques de los que Israel fue objetivo el 7 de octubre de 2023 que dieron a la presente guerra en la Franja de Gaza fueron inventados, exagerados o que fueron una bandera falsa.
Al igual que con la negación del Holocausto, se utilizan diversas estrategias para intentar desacreditar o restar importancia al alcance y la gravedad de la violencia del 7 de octubre de 2023. Esto incluye cuestionar las cifras, culpar a las víctimas, poner en duda la fiabilidad y las motivaciones de los testigos, acusar a los judíos de ser colaboradores en su propia matanza y afirmar que el propio Israel o los sionistas permitieron el ataque como pretexto para invadir Gaza. Ambos fenómenos tienen sus raíces en el antisemitismo y pretenden servir de justificación para la violencia y el odio antisemitas. El Network Contagion Research Institute ha declarado: «Hay una audiencia incorporada que quiere negar que los judíos sean víctimas de atrocidades y promueve la noción de que los judíos están secretamente detrás de todo». Gideon Levy también lo ha comparado con la negación de la Nakba. La propagación del negacionismo de la violencia del 7 de octubre también coincidió con un aumento generalizado del negacionismo abierto del Holocausto en las plataformas de Internet, los movimientos de protesta y algunos sectores de los medios de comunicación.

## Trasfondo
El ataque del 7 de octubre dirigido por Hamás contra Israel fue visto por algunas fuentes como un acto de terrorismo bien documentado. Entre las pruebas del ataque figuran cámaras de teléfonos inteligentes, imágenes de circuito cerrado de televisión y cámaras GoPro montadas en cascos de militantes de Hamás que transmitieron en vivo su ataque contra Israel. Sin embargo, la negación de los ataques –incluida la difusión de falsedades y relatos engañosos que cuestionaban la responsabilidad de Hamás o afirmaciones que minimizaban la violencia ocurrida– comenzó a extenderse después del ataque.
Según el periódico israelí Haaretz, los actores malignos que difunden desinformación descontextualizaron deliberadamente sus informes para «afirmar falsamente que Haaretz corroboró la falsa teoría de que las Fuerzas de Defensa de Israel (FDI) cometieron asesinatos en masa de su propio pueblo». Según Shayan Sardarizadeh, experto en desinformación de BBC Verify, la «narrativa negacionista» de que «fue Israel quien mató a sus propios civiles el 7 de octubre, no Hamás» se ha «vuelto tristemente prominente en Internet». Algunos incidentes de fuego amigo por parte de soldados de las FDI y equipos de seguridad de kibutz contra civiles que intentaban huir o que fueron capturados y llevados a Gaza durante los ataques del 7 de octubre fueron corroborados más tarde.

## Propagación de teorías conspirativas
Los investigadores ven paralelismos con la desinformación que rodeó los ataques del 11 de septiembre en EE. UU., que algunos grupos marginales sostienen que fueron perpetrados por la Mossad. Joel Finkelstein, del Network Contagion Research Institute, afirmó que «hay una audiencia incorporada que quiere negar que los judíos sean víctimas de atrocidades y promover la idea de que los judíos están secretamente detrás de todo». Dijo que los esfuerzos por decir que Israel fue responsable del 7 de octubre son parte de una estrategia más amplia de los extremistas antisemitas para socavar el sufrimiento judío.
Las afirmaciones se encontraron en Internet, incluso en el subforo de Reddit LateStageCapitalism y en publicaciones críticas con Israel como The Electronic Intifada y The Grayzone. También han sido popularizadas por negacionistas del Holocausto de derecha como Owen Benjamin y teóricos de la conspiración de extrema derecha. Las afirmaciones se basan en evidencia seleccionada para impulsar narrativas engañosas. Un grupo de mensajería instantánea Telegram, que también había compartido contenido y conspiraciones relacionadas con la política exterior y la pandemia de COVID-19, tenía casi 3.000 personas en enero de 2024 que difundían contenido y conspiraciones que culpaban a Israel del ataque.
En marzo de 2024, la firma israelí CyberWell, que utiliza inteligencia artificial para monitorear, analizar y combatir el antisemitismo en las redes sociales, informó que la compañía había encontrado alrededor de 135 publicaciones separadas que habían sido vistas por más de 15 millones de usuarios que negaban los ataques del 7 de octubre. La compañía descubrió que las publicaciones identificadas eran casi la mitad de Twitter, y otras publicadas en Facebook, TikTok e Instagram.

## Respuestas
Emerson Brooking, del Laboratorio de Investigación Forense Digital del Atlantic Council, señaló que la negación del Holocausto es lo que podría suceder el 7 de octubre, a pesar de la abundante documentación en tiempo real de los ataques. 
Jennifer V. Evans también ha vinculado el negacionismo en torno al 7 de octubre con la negación del Holocausto.
Gideon Levy ha comparado la negación del 7 de octubre con la negación de la «Nakba», donde muchos israelíes niegan las atrocidades que su país infligió a los palestinos durante la creación de Israel. Levy sostiene que muchos israelíes también niegan el asesinato de civiles durante la invasión israelí de la Franja de Gaza.
Gil Gan-Mor dijo que tanto la negación de la Nakba como la negación de los ataques de Hamás del 7 de octubre deben combatirse mediante la educación.

## Ley contra el negacionismo del ataque
El 5 de febrero de 2024, el Comité Ministerial de Asuntos Legislativos de Israel aprobó un proyecto de ley destinado a penalizar la negación de los ataques del 7 de octubre, imponiendo hasta cinco años de prisión por tales actos. El proyecto de ley, iniciado por el diputado de Yisrael Beiteinu, Oded Forer, está dirigido a las personas que niegan la ocurrencia de la masacre o intentan justificar, elogiar o apoyar los actos llevados a cabo durante el evento. La Asociación de Derechos Civiles en Israel dijo que la ley tendrá un «efecto paralizante sobre la libertad de expresión».